# أندرو سميث (لاعب هوكي الحقل)
أندرو سميث (بالإنجليزية: Andrew Smith)‏ هو لاعب هوكي الحقل أسترالي، ولد في 1 نوفمبر 1978 في ولونغونغ في أستراليا.

## وصلات خارجية
- أندرو سميث على موقع أوليمبيديا (الإنجليزية)